# Euproctis plana
Euproctis plana är en fjärilsart som beskrevs av Fawcett 1915. Euproctis plana ingår i släktet Euproctis och familjen tofsspinnare. Inga underarter finns listade i Catalogue of Life.